# 巴塘海峽
巴塘海峽是印度尼西亞的海峽，位於峇里島東南和珀尼達島之間，約長60公里、寬20公里。第二次世界大戰期間，該海峽在1942年2月發生巴塘海峽戰役，大日本帝國在此擊潰同盟國海軍，隨後佔領峇里島。